# Gonospermum fruticosum
Gonospermum fruticosum es una especie de planta fanerógamas perteneciente a la familia Asteraceae, nativa de las Islas Canarias.

## Descripción
Gonospermum fruticosum es un endemismo canario, que se diferencia del resto de especies del género por ser un arbusto con  capítulos de 5 mm de diámetro y hojas bipinnatisectas con lóbulos obtusos. 

## Propiedades
En la medicina tradicional es utilizada como anticatarral. Las infusiones de flores y hojas para problemas intestinales

## Taxonomía
Gonospermum fruticosum fue descrita por Christian Friedrich Lessing y publicado en Syn. Gen. Compos. 263. 1832
Etimología
Gonospermum: procede del griego gonia, que significa "esquina" y sperma, que significa "semilla", aludiendo a los nervios que aparecen en los frutos.
fruticosum: procede del latín frutex, que significa arbusto, aludiendo al porte de la planta.
Sinonimia
- Gonospermum multiflorum DC. [3]

## Nombres comunes
Se conoce como "corona de la Reina".